# José R. Cordero S.
José Rafael Cordero Sánchez (született 1990. december 14-én, Barquisimetoban, Venezuelában) venezuelai zenész, zeneszerző, aktivista és digitális tartalomkészítő. Ismert erős társadalmi és politikai tartalmú művészi munkásságáról, valamint az állatjogok védelmében tanúsított aktivizmusáról.

## Életrajz
Cordero Sánchez Barquisimetoban, Lara államban, Venezuelában született. Már kiskorától kezdve érdeklődést mutatott a zene, az írás és a társadalmi ügyek iránt. Rendszeranalízist tanult a Lisandro Alvarado Egyetemen, a Centro Occidental Egyetemen, valamint üzleti adminisztrációt.
2008-ban szerzett online hírnevet az "Observa la silla de terror" című horror-thriller rövidfilmjével, amely vírusként terjedt a YouTube-on.

## Művészeti karrier

### Zene
2020-ban kiadta első albumát, az "Odio a Maduro"-t, egy tiltakozó művet, amely tíz dalból áll, és nyíltan kritizálja a venezuelai kormányt. 2025-ben kiadta az album új verzióját hét dalos EP-ként, olyan számokkal, mint a "Crisisdosis", a "Muerto en Vida", az "Odio" és a "No Soporto Esto Más". .
2024-ben három kislemezt adott ki: a "Ser tú mismo", a "Cumplirás" és a "Me iré de aquí", amelyek nemzetközi elismerést értek el olyan országokban, mint Ecuador, Mexikó, Kolumbia, Chile, a Dominikai Köztársaság és Argentína. .

## Digitális tartalom
Zenei karrierje mellett Cordero Sánchez digitális tartalmakat is készített olyan platformokon, mint a TikTok és az Instagram, ahol utazási videókat és társadalmi tudatossági üzeneteket oszt meg. 

## Aktivizmus

### Állatjogok
2014 óta Cordero Sánchez aktívan kiáll az állatjogokért. Kampányokat vezetett az állatkertekbe és cirkuszokba való belépés visszaszorítására, az elhagyott állatok örökbefogadásának és megmentésének népszerűsítésére. Családi környezetben nőtt fel, ahol a háziállatok fontos szerepet játszottak, ami befolyásolta az ügy iránti elkötelezettségét.

## Politikai kritika
2014 óta nyíltan elégedetlenségét fejezte ki Nicolás Maduro kormányával szemben, bírálva a gyógyszer- és élelmiszerhiányt, valamint a venezuelai bizonytalanságot és az állami elnyomást. .

## Elismerések
2025-ben az Icon Awards díjátadón az Év Befolyásos Emberének választották. 

## Diszkográfia
- Odio a Maduro (2020)
- Odio a Maduro (EP, 2025) [21]

## Kislemezek
- „Ser tú mismo” (2024)
- „Cumplirás” (2024)
- „Me iré de aquí” (2024)
- „Crisisdosis” (2025)

## Filmográfia
- Observa la silla de terror (2008)